# Djénhael Maingé
Djénhael Alexis Maingé (18 febbraio 1992) è un calciatore francese, attaccante del Club Franciscain e della Nazionale martinicana.

## Carriera

### Nazionale
Ha debuttato in Nazionale il 7 aprile 2012, nell'amichevole Guadalupa-Martinica (0-1). Ha messo a segno la sua prima rete con la maglia della Nazionale il 5 settembre 2012, in Martinica-Isole Vergini britanniche (16-0). Nel 2017 viene inserito nella lista dei convocati per la Gold Cup 2017.